# Каранбаш (Буздяцький район)
Каранба́ш (рос. Каранбаш, башк. Ҡаранбаш) — присілок у складі Буздяцького району Башкортостану, Росія. Входить до складу Копей-Кубовської сільської ради.
Населення — 49 осіб (2010; 74 у 2002).
Національний склад:
- башкири — 91 %